# Мирный (Наурский район)
Ми́рный (чечен. Мирни) — хутор в Наурском районе Чеченской Республики. Входит в Мекенское сельское поселение.

## География
Расположен к северо-востоку от районного центра станицы Наурской.
Ближайшие населённые пункты: на северо-востоке — хутор Козлов, на северо-западе — хутор Клинков, на юго-западе — станица Мекенская, на юге — станица Савельевская, на юго-востоке — сёла Ульяновское и Новотерское.

## Население
| 1990 | 2002 | 2010 |
| ---- | ---- | ---- |
| 97   | ↗119 | ↘101 |

По данным всероссийской переписи населения 2002 года, на хуторе проживало 119 человек (53 мужчины и 66 женщин), 100 % населения составляли чеченцы.